# František Kopečný
František Kopečný (4. října 1909 Určice – 27. března 1990 Vrahovice) byl český bohemista a slavista. Zabýval se etymologií a dialektologií.

## Životopis
Narodil se v Určicích, v říjnu 1909, ovšem po několika letech se s rodiči přestěhoval do Vrahovic. Studoval na prostějovském gymnáziu a později na Filozofické fakultě Masarykovy univerzity v Brně (obor čeština a němčina). Doktorát dostal v roce 1935. Dostal nabídku pracovat u Českého slovníku, ale nabídku nepřijal. Práci mu nabídli znovu r. 1945, on ji opět nevzal a šel učit na Univerzitu Palackého. Od r. 1949 pracoval na Staroslověnském slovníku. Roku 1952 odešel do Slovanského ústavu ČSAV, kde se psal Ethymologický slovník. V listopadu 1970 obdržel Plaketu J. Dobrovského a šest let nato odešel do důchodu.

## Publikace
- Seznam děl v Souborném katalogu ČR, jejichž autorem nebo tématem je František Kopečný
- Úvod do studia jazyka českého, 1947–1948
- Jazyk český a slovenský, 1948
- Základy české skladby, 1952
- Etymologický slovník jazyka českého, 1952, spolu s Josefem Holubem
- Nářečí Určic a okolí – Prostějovský úsek hanáckého nářečí centrálního, 1957
- Slovesný vid v češtině, 1962
- Etymologický slovník slovanských jazyků – Slova gramatická a zájmena. Sv. 1, Předložky. Koncové partikule, 1973
- Průvodce našimi jmény, 1974
- Etymologický slovník slovanských jazyků – Slova gramatická a zájmena. Sv. 2, Spojky, částice, zájmena a zájmenná adverbia, 1980
- Základní všeslovanská slovní zásoba, 1981
- Jména obcí a osad prostějovského okresu, 1985
- Čtení o jménech, 1988